# SZD-47
SZD-47 Klub – projekt polskiego szybowca o konstrukcji kompozytowej opracowany w latach 1973–1974 Ośrodku Badawczo-Rozwojowym Szybownictwa w Bielsku-Białej. Konstruktorem wiodącym był Adam Meus.
Projekt nie został skierowany do realizacji.